# 兼轄
兼轄（英語：dual accreditation）是國家在外交中將多種不同職責授予同一名外交官的做法，特指一名外交官同時擔任多國大使。如盧森堡駐美國大使兼為盧森堡駐加拿大與墨西哥的非常駐大使。這樣的大使有時稱無任所大使。
聖座拒絕接受與意大利的兼轄，這是源自梵蒂冈囚徒爭端的主權主張，因此各國分別派任駐聖座與駐義大利大使，但因梵蒂岡國土面積相當小，使得各國駐聖座大使館往往設在義大利首都羅馬。如爱尔兰关闭在罗马的驻聖座使館時，愛爾蘭駐聖座大使职务由爱尔兰外交部本部的外交官兼领，而非由愛爾蘭駐義大利大使兼辖。